# Piper cumaralense
Piper cumaralense är en pepparväxtart som beskrevs av C. Dc.. Piper cumaralense ingår i släktet Piper och familjen pepparväxter. Inga underarter finns listade i Catalogue of Life.